# Križ Koranski
Križ Koranski is een plaats in de gemeente Barilović in de Kroatische provincie Karlovac. De plaats telt 49 inwoners (2001).